# Arnaud Démare
Arnaud Démare (* 26. srpna 1991) je francouzský profesionální silniční cyklista jezdící za UCI WorldTeam Arkéa–B&B Hotels. Mezi největší úspěchy jeho profesionální kariéry patří vítězství v silničním závodu do 23 let na mistrovství světa v roce 2011, vítězství na monumentu Milán – San Remo 2016, 8 vyhraných etap a 2 vítězství v bodovací soutěži na Giru d'Italia, 2 vyhrané etapy na Tour de France a vítězství na klasikách Hamburg Cyclassics v roce 2012 a Paříž–Tours v letech 2021 a 2022.

## Kariéra

### FDJ–BigMat (2012–2023)

#### Sezóna 2012
V srpnu 2012 Démare vyhrál svůj první World Tourový závod v kariéře, a to Vattenfall Cyclassics před domácím favoritem Andrém Greipelem a Giacomem Nizzolem. Démare jasně dominoval závěrečném hromadnému sprintu, který se konal v extrémním vedru na konci závodu dlouhého 245,6 km.

#### Sezóna 2013
V sezóně 2013 vyhrál Démare celkové pořadí a 3 etapy na závodu Čtyři dny v Dunkerku. Ve 3. etapě Démare získal se svým rozjížděčem Geoffreyem Soupem první 2 místa v etapě poté, co Soupe vyprodukoval závěrečné silové vzepětí, aby vypustil Démara a sám si dojel pro druhé místo před Ramonem Sinkeldamem (Argos–Shimano).

#### Sezóna 2014
Démare v sezóně 2014 obhájil vítězství na Čtyři dny v Dunkerku. Zároveň také vyhrál bodovací soutěž, soutěž mladých jezdců a 2 etapy. Démarovi se dařilo i v jarních klasikách, kdy získal 2. místo na Gent–Wevelgem a 12. místo na Paříž–Roubaix.

#### Sezóna 2015
Většinu sezóny se Démarovi nedařilo a na jarních klasikách si připsal pouze jedno umístění v top desítce, a to na klasice Omloop Het Nieuwsblad. Stále se mu však podařilo získal 2 etapová vítězství na etapovém závodu Kolem Belgie a 6. místo na srpnové sprinterské klasice Vattenfall Cyclassics.

#### Sezóna 2016
Démare začal svou sezónu ve Francii na etapových závodech Étoile de Bessèges a La Méditerranéenne. Na druhém jmenovaném závodu vyhrál se svým týmem FDJ týmovou časovku a následující den sám vyhrál etapu v hromadném dojezdu. Další vítězství Démare získal v první etapě s hromadným startem na Paříž–Nice, v níž těsně porazil Bena Swifta. 19. března 2016 pak získal dosud nejvýznamnější vítězství ve své kariéře, a to monument Milán – San Remo. Jeho vítězství bylo zpochybňováno Matteem Tosattem a Erosem Capecchim, kteří ho obviňovali z toho, že si nechal nelegálně pomoct týmovým autem na stoupání Cipressa 30 km před cílem poté, co se zamotal do nehody a odpadl z pelotonu. Rozhodčí se však rozhodli Démara nijak nepotrestaná z důvodu absence jakéhokoliv fotografického nebo videozáznamu. Démare se tak stal prvním francouzským vítězem tohoto závodu od roku 1995, kdy vyhrál Laurent Jalabert a prvním francouzským vítězem monumentu od roku 1997, v němž Frédéric Guesdon vyhrál Paříž–Roubaix a Giro di Lombardia.

#### Sezóna 2017
Démare získal své první etapové vítězství na Tour de France 4. července ve 4. etapě v hektickém sprintu ve městě Vittel. V 6. etapě byl Démare poražen Marcelem Kittelem, stejně jako v 2. etapě. V průběhu horské 8. etapy Démare trpěl kvůli nemoci a velice brzy odpadl. Společně se 2 týmovými kolegy dojeli 37 minut a 33 sekund za vítězem etapy, sám Démare dojel na 188. místě. 9. etapu dokončil na 2. místě v bodovací soutěži, asi 40 minut za etapovým vítězem, tím pádem nestihl časový limit a společně s 6 dalšími jezdci musel odstoupit z Tour de France.

#### Sezóna 2018
Démare se v sezóně 2018 znovu zúčastnil Tour de France, ale v úvodních rovinatých etapách nezískal ani jedno vítězství. Poté, co za pomoci svých týmovými kolegů přežil horské etapy 2. a 3. týdne, získal vítězství v 18. etapě. V té byl skvěle připraven k závěrečném sprintu svým rozjížděčem Jacopem Guarnierim a získal tak vítězství v poslední rovinaté etapě před závěrečnou etapou v Paříži.

#### Sezóna 2019

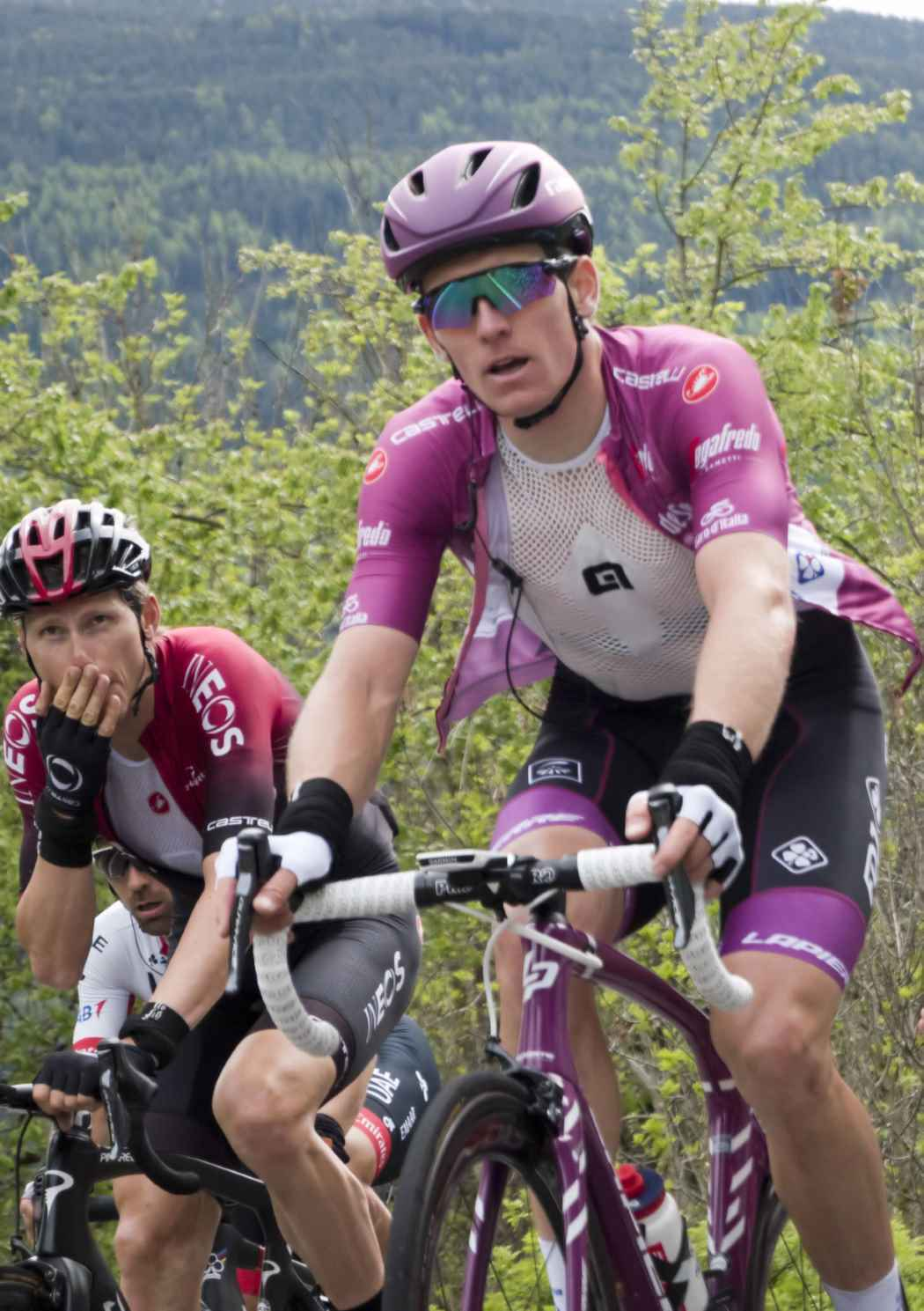
Démare na Giru d'Italia 2019.

Démare se v květnu zúčastnil Gira d'Italia, kde vyhrál 10. etapu v rychlém a dlouhém hromadném sprintu v centru Modeny. Získal tak své první Etapové vítězství na Giru d'Italia. V následující etapě se stal lídrem bodovací soutěže. Své vedení si udržel až do 18. etapy, v níž fialový dres odevzdal novému vedoucímu závodníkovi této klasifikace, Pascalu Ackermannovi. Démare nakonec Giro dokončil na 2. místě v bodovací soutěži, právě za Ackermannem.

#### Sezóna 2020
Po restartu sezóny na začátku srpna Démare vyhrál klasiku Milán–Turín, etapové závody Tour Poitou-Charentes en Nouvelle-Aquitaine a Tour de Wallonie a francouzský národní šampionát v silničním závodu. Také vyhrál 1 etapu na závodu Tour de Luxembourg a získal stříbrnou medaili v silničním závodu na Mistrovství Evropy. V říjnu se Démare zúčastnil odloženého Gira d'Italia, kde vyhrál v prvním týdnu 3 etapy, a to čtvrtou, šestou a sedmou. Následně vyhrál ještě 11. etapu, v níž potřetí v průběhu závodu porazil Petera Sagana. Démare se stal lídrem bodovací soutěže po 5. etapě a své vedení si udržel až do cíle v Milánu.

## Hlavní výsledky
2008
Tour de l'Abitibi
 vítěz bodovací soutěže
vítěz 1. etapy
Coupe des Nations Abitibi
vítěz 4. etapy
9. místo Bernaudeau Junior
2009
Mistrovství světa
 2. místo silniční závod juniorů
2. místo Paříž–Roubaix Juniors
Mistrovství Evropy
 3. místo silniční závod juniorů
Tour of Istria
3. místo celkově
vítěz 3. etapy
3. místo Bernaudeau Junior
GP Général Patton
6. místo celkově
Tour de Lorraine Juniors
9. místo celkově
2010
vítěz Grand Prix de la ville de Pérenchies
Coupe des nations Ville Saguenay
vítěz 4. etapy
Mistrovství světa
5. místo silniční závod do 23 let
8. místo La Côte Picarde
9. místo Paříž–Tours Espoirs
10. místo ZLM Tour
10. místo Grand Prix de la Ville de Lillers
2011
Mistrovství světa
 vítěz silničního závodu do 23 let
vítěz La Côte Picarde
vítěz Ronde Pévéloise
Coupe des nations Ville Saguenay
vítěz etap 1 a 4
Tour Alsace
vítěz 3. etapy
4. místo Paříž–Roubaix Espoirs
4. místo ZLM Tour
2012
vítěz Vattenfall Cyclassics
vítěz Le Samyn
vítěz Cholet-Pays de la Loire
Kolem Kataru
vítěz 6. etapy
Route du Sud
vítěz 2. etapy
Národní šampionát
2. místo silniční závod
2. místo Halle–Ingooigem
4. místo Kuurne–Brusel–Kuurne
4. místo Tro-Bro Léon
4. místo Grand Prix de Denain
Driedaagse van West-Vlaanderen
 vítěz bodovací soutěže
vítěz 2. etapy
2013
Čtyři dny v Dunkerku
 celkový vítěz
 vítěz bodovací soutěže
 vítěz soutěže mladých jezdců
vítěz etap 1, 2 a 3
vítěz Grand Prix de Denain
vítěz RideLondon–Surrey Classic
vítěz Grote Prijs Beeckman-De Caluwé
Tour de Suisse
vítěz 4. etapy
Eneco Tour
vítěz 2. etapy
2. místo Paříž–Bourges
2. místo Paříž–Tours
Tour de l'Eurométropole
9. místo celkově
9. místo Omloop van het Houtland
10. místo Vattenfall Cyclassics
2014
Národní šampionát
 vítěz silničního závodu
Čtyři dny v Dunkerku
 celkový vítěz
 vítěz bodovací soutěže
 vítěz soutěže mladých jezdců
vítěz etap 1 a 2
Tour de l'Eurométropole
 celkový vítěz
 vítěz bodovací soutěže
 vítěz soutěže mladých jezdců
vítěz etap 1, 2 a 4
Tour de Picardie
 celkový vítěz
 vítěz bodovací soutěže
vítěz etap 2 a 3
vítěz Halle–Ingooigem
vítěz Kampioenschap van Vlaanderen
vítěz Grand Prix d'Isbergues
Kolem Kataru
vítěz 6. etapy
2. místo Gent–Wevelgem
3. místo Brussels Cycling Classic
10. místo Omloop Het Nieuwsblad
2015
Kolem Belgie
vítěz etap 2 a 3
4. místo Paříž–Bourges
4. místo Tour de Vendée
6. místo Vattenfall Cyclassics
10. místo Omloop Het Nieuwsblad
2016
vítěz Milán – San Remo
vítěz Binche–Chimay–Binche
La Méditerranéenne
vítěz etap 1 (TTT) a 2
Paříž–Nice
vítěz 1. etapy
Route du Sud
 vítěz bodovací soutěže
vítěz 5. etapy
2. místo Paříž–Tours
2. místo Brussels Cycling Classic
5. místo Gent–Wevelgem
6. místo Grand Prix de Fourmies
8. místo Halle–Ingooigem
2017
Národní šampionát
 vítěz silničního závodu
vítěz Brussels Cycling Classic
vítěz Grand Prix de Denain
vítěz Halle–Ingooigem
Tour de France
vítěz 4. etapy
lídr  po etapách 4 – 6
Critérium du Dauphiné
 vítěz bodovací soutěže
vítěz 2. etapy
Étoile de Bessèges
vítěz etap 1 a 4
Paříž–Nice
vítěz 1. etapy
Čtyři dny v Dunkerku
vítěz 2. etapy
2. místo EuroEyes Cyclassics
6. místo Kuurne–Brusel–Kuurne
6. místo Milán – San Remo
6. místo Paříž–Roubaix
7. místo Tro-Bro Léon
2018
Tour Poitou-Charentes en Nouvelle-Aquitaine
 celkový vítěz
 vítěz bodovací soutěže
vítěz etap 1, 2, 3, 4 (ITT) a 5
Tour de France
vítěz 18. etapy
Paříž–Nice
vítěz 1. etapy
Tour de Suisse
vítěz 8. etapy
2. místo EuroEyes Cyclassics
2. místo Kuurne–Brusel–Kuurne
2. místo Grand Prix de Fourmies
3. místo Milán – San Remo
3. místo Gent–Wevelgem
9. místo Omloop Het Nieuwsblad
2019
Giro d'Italia
vítěz 10. etapy
lídr  po etapách 11 – 17
Route d'Occitanie
 vítěz bodovací soutěže
vítěz etap 2 a 4
Tour de Wallonie
vítěz 4. etapy
Okolo Slovenska
2. místo celkově
 vítěz bodovací soutěže
vítěz 3. etapy
4. místo Paříž–Tours
6. místo Brussels Cycling Classic
6. místo Paříž–Chauny
8. místo EuroEyes Cyclassics
Mistrovství Evropy
9. místo silniční závod
2020
Národní šampionát
 vítěz silničního závodu
Tour Poitou-Charentes en Nouvelle-Aquitaine
 celkový vítěz
 vítěz bodovací soutěže
vítěz etap 1, 2 a 4
Tour de Wallonie
 celkový vítěz
 vítěz bodovací soutěže
vítěz etap 2 a 4
vítěz Milán–Turín
Giro d'Italia
 vítěz bodovací soutěže
vítěz etap 4, 6, 7 a 11
Tour de Luxembourg
vítěz 2. etapy
Mistrovství Evropy
 2. místo silniční závod
5. místo Paříž–Chauny
2021
Boucles de la Mayenne
 celkový vítěz
 vítěz bodovací soutěže
vítěz etap 2, 3 a 4
vítěz Paříž–Tours
vítěz La Roue Tourangelle
Volta a la Comunitat Valenciana
 vítěz bodovací soutěže
vítěz etap 2 a 5
Route d'Occitanie
vítěz 2. etapy
2. místo Paříž–Bourges
5. místo Grand Prix d'Isbergues
6. místo Grand Prix de Denain
2022
vítěz Paříž–Tours
vítěz Grand Prix d'Isbergues
Giro d'Italia
 vítěz bodovací soutěže
vítěz etap 5, 6 a 13
Tour de Pologne
 vítěz bodovací soutěže
vítěz 7. etapy
Route d'Occitanie
vítěz 1. etapy
Mistrovství Evropy
 2. místo silniční závod
2. místo Egmont Cycling Race
2. místo Druivenkoers Overijse
2. místo Primus Classic
2. místo Tour de Vendée
2. místo Paříž–Bourges
6. místo Classic Brugge–De Panne
7. místo Paříž–Chauny
10. místo Milán – San Remo
10. místo Gent–Wevelgem
2023
vítěz Brussels Cycling Classic
vítěz Tour de Vendée
vítěz Paříž–Bourges
Boucles de la Mayenne
2. místo celkově
 vítěz bodovací soutěže
vítěz 2. etapy
3. místo Grand Prix d'Isbergues
4. místo BEMER Cyclassics
7. místo Grand Prix de Fourmies
8. místo Paříž–Tours
2024
5. místo Trofeo Palma

### Výsledky na Grand Tours
| Grand Tour      | 2012 | 2013 | 2014 | 2015 | 2016 | 2017 | 2018 | 2019 | 2020 | 2021 | 2022 | 2023 | 2024 |
| --------------- | ---- | ---- | ---- | ---- | ---- | ---- | ---- | ---- | ---- | ---- | ---- | ---- | ---- |
| Giro d'Italia   | DNF  | —    | —    | —    | DNF  | —    | —    | 123  | 121  | —    | 130  | —    | —    |
| Tour de France  | —    | —    | 159  | 138  | —    | DNF  | 141  | —    | —    | DNF  | —    | —    | DNF  |
| Vuelta a España | —    | —    | —    | —    | —    | —    | —    | —    | —    | 96   | —    | —    |      |

### Výsledky na klasikách
| Monument               | 2012                             | 2013                             | 2014                             | 2015                             | 2016                             | 2017                             | 2018                             | 2019                             | 2020                             | 2021                             | 2022                             | 2023                             | 2024                             |
| ---------------------- | -------------------------------- | -------------------------------- | -------------------------------- | -------------------------------- | -------------------------------- | -------------------------------- | -------------------------------- | -------------------------------- | -------------------------------- | -------------------------------- | -------------------------------- | -------------------------------- | -------------------------------- |
| Milán – San Remo       | —                                | 129                              | 34                               | 127                              | 1                                | 6                                | 3                                | 32                               | 24                               | 26                               | 10                               | 51                               | 43                               |
| Kolem Flander          | —                                | 24                               | DNF                              | 23                               | DNF                              | 56                               | 15                               | 28                               | —                                | —                                | —                                | —                                | —                                |
| Paříž–Roubaix          | —                                | 90                               | 12                               | 37                               | —                                | 6                                | 61                               | 17                               | NS                               | 34                               | —                                | —                                | —                                |
| Lutych–Bastogne–Lutych | Nezúčastnil se během své kariéry | Nezúčastnil se během své kariéry | Nezúčastnil se během své kariéry | Nezúčastnil se během své kariéry | Nezúčastnil se během své kariéry | Nezúčastnil se během své kariéry | Nezúčastnil se během své kariéry | Nezúčastnil se během své kariéry | Nezúčastnil se během své kariéry | Nezúčastnil se během své kariéry | Nezúčastnil se během své kariéry | Nezúčastnil se během své kariéry | Nezúčastnil se během své kariéry |
| Giro di Lombardia      | Nezúčastnil se během své kariéry | Nezúčastnil se během své kariéry | Nezúčastnil se během své kariéry | Nezúčastnil se během své kariéry | Nezúčastnil se během své kariéry | Nezúčastnil se během své kariéry | Nezúčastnil se během své kariéry | Nezúčastnil se během své kariéry | Nezúčastnil se během své kariéry | Nezúčastnil se během své kariéry | Nezúčastnil se během své kariéry | Nezúčastnil se během své kariéry | Nezúčastnil se během své kariéry |
| Klasika                | 2012                             | 2013                             | 2014                             | 2015                             | 2016                             | 2017                             | 2018                             | 2019                             | 2020                             | 2021                             | 2022                             | 2023                             | 2024                             |
| Omloop Het Nieuwsblad  | —                                | —                                | 10                               | 10                               | 82                               | 20                               | 9                                | —                                | —                                | —                                | —                                | —                                | —                                |
| Kuurne–Brusel–Kuurne   | 4                                | —                                | 22                               | —                                | 11                               | 6                                | 2                                | —                                | —                                | 37                               | —                                | —                                | 44                               |
| E3 Harelbeke           | —                                | —                                | —                                | —                                | 101                              | —                                | 56                               | 34                               | NS                               | —                                | —                                | —                                | —                                |
| Gent–Wevelgem          | 143                              | 12                               | 2                                | 15                               | 5                                | 78                               | 3                                | 67                               | —                                | 44                               | 10                               | 79                               | 60                               |
| Hamburg Cyclassics     | 1                                | 10                               | 45                               | 6                                | 34                               | 2                                | 2                                | 8                                | Nejelo se                        | Nejelo se                        | DNF                              | 4                                |                                  |
| Paříž–Tours            | —                                | 3                                | 42                               | 12                               | 2                                | —                                | 14                               | 4                                | —                                | 1                                | 1                                | 8                                |                                  |

| —   | Nezúčastnil se |
| DNF | Nedokončil     |
| NS  | Nekonalo se    |